# Leichtathletik-Weltmeisterschaften der Behinderten 1994/Teilnehmer (Niederlande)
| stlisierte Goldmedaille | stlisierte Silbermedaille | stlisierte Bronzemedaille |
| ----------------------- | ------------------------- | ------------------------- |
| 2                       | 1                         | —                         |

Aus den Niederlanden nahmen sieben Männer an den Leichtathletik-Weltmeisterschaften der Behinderten 1994 teil.

## Ergebnisse

### Männer
| Athleten                                                        | Wettbewerb                     | Vorlauf / Vorkampf | Vorlauf / Vorkampf | Halbfinale         | Halbfinale | Finale             | Finale |
| Athleten                                                        | Wettbewerb                     | Zeit / Weite       | Rang               | Zeit / Weite       | Rang       | Zeit / Weite       | Rang   |
| --------------------------------------------------------------- | ------------------------------ | ------------------ | ------------------ | ------------------ | ---------- | ------------------ | ------ |
| Wim Van Hattum                                                  | 400 m T33                      | –                  | –                  | 1:28,61 min        | 3          | 1:28,70 min        | 7      |
| Wim Van Hattum                                                  | 800 m T33                      | –                  | –                  | 3:00,29 min        | 4          | 3:05,05 min        | 8      |
| Manfred Kooy                                                    | 1500 m T37                     | –                  | –                  | 4:35,31 min        | 3          | 4:30,21 min        |        |
| Ronald Van Reeden                                               | 100 m Rennrollstuhl T52        | 17,27 s            | 4                  | nicht qualifiziert | –          | –                  | 11     |
| Ronald Van Reeden                                               | 200 m Rennrollstuhl T52        | 31,32 s            | 5                  | 31,39 s            | 7          | nicht qualifiziert | 11     |
| Ronald Van Reeden                                               | 400 m Rennrollstuhl T52        | 58,07 s            | 6                  | 59,72 s            | 8          | nicht qualifiziert | 15     |
| Feike Waque                                                     | 800 m Rennrollstuhl T53        | 1:43,86 min        | 3                  | [ 2 ]              | [ 2 ]      | 1:42,04 min        | 4      |
| Iwan Van Breemen                                                | 1500 m Rennrollstuhl T53       | 3:20,05 min        | 4                  | 3:17,90 min        | 7          | nicht qualifiziert | 13     |
| Arco De Graaf                                                   | 1500 m Rennrollstuhl T53       | 3:29,32 min        | 2                  | 3:25,04 min        | 8          | nicht qualifiziert | 26     |
| Feike Waque                                                     | 1500 m Rennrollstuhl T53       | 3:21,59 min        | 3                  | 3:14,17 min        | 4          | 3:21,89 min        | 8      |
| Iwan Van Breemen                                                | 5000 m Rennrollstuhl T53       | 11:24,41 min       | 7                  | –                  | –          | nicht qualifiziert | 13     |
| Iwan Van Breemen                                                | 10.000 m Rennrollstuhl T53     | –                  | –                  | 24:00,60 min       | 5          | nicht qualifiziert | 13     |
| Arco De Graaf                                                   | 10.000 m Rennrollstuhl T53     | –                  | –                  | 25:21,43 min       | 9          | nicht qualifiziert | 21     |
| Feike Waque, Ronald Van Reeden, Iwan Van Breemen, Arco De Graaf | 4 × 100 m Rennrollstuhl T52-53 | –                  | –                  | DQ                 | –          | –                  | –      |
| Willem Noorduin                                                 | Kugelstoßen F34                | –                  | –                  | –                  | –          | 12,45 m            |        |
| Willem Noorduin                                                 | Diskuswurf F37                 | –                  | –                  | –                  | –          | 27,78 m            |        |